# Европско првенство у атлетици на отвореном 2016 — штафета 4 x 400 метара за мушкарце
Такмичење у трци штафета 4 х 400 м у мушкој конкуренцији на Европском првенству у атлетици 2016. у Амстердаму одржано је 9. и 10. јула на Олимпијском стадиону.
Титулу освојену у Цириху 2014, бранила је штафета Уједињеног Краљевства.

## Земље учеснице
Учествовала су 68. такмичара из 16 земаља.,
1. Белгија (5)
2. Естонија (4)
3. Ирска (4)
4. Италија (4)
5. Немачка (4)
6. Норвешка (4)
7. Пољска (5)
8. Турска (4)
9. Уједињено Краљевство (6)
10. Украјина (4)
11. Француска (4)
12. Холандија (4)
13. Чешка (4)
14. Швајцарска (4)
15. Шведска (4)
16. Шпанија (4)

## Рекорди
| Рекорди пре почетка Европског првенства 2016.     | Рекорди пре почетка Европског првенства 2016.                              | Рекорди пре почетка Европског првенства 2016. | Рекорди пре почетка Европског првенства 2016. | Рекорди пре почетка Европског првенства 2016. |
| ------------------------------------------------- | -------------------------------------------------------------------------- | --------------------------------------------- | --------------------------------------------- | --------------------------------------------- |
| Светски рекорд                                    | Сједињене Државе · (Ендру Валмон, Квинси Вотс, Бач Рејнолдс, Мајкл Џонсон) | 2:54,29                                       | Штутгарт, Немачка                             | 22. август 1993.                              |
| Европски рекорд                                   | Велика Британија · (Иван Томас, Марк Ричардсон, Џејми Болч, Роџер Блек)    | 2:56,60                                       | Атланта, САД                                  | 3. август 1996.                               |
| Рекорди Европских првенстава                      | Велика Британија · ( Пол Сандерс, Крис Акабуси, Џон Риџис, Роџер Блек)     | 2:58,22                                       | Сплит, Југославија                            | 1. септембар 1990.                            |
| Најбољи светски резултат сезоне                   | Универзитет Луизијана Сједињене Државе                                     | 3:00,38                                       | Батон Руж, Сједињене Државе                   | 23, април 2016.                               |
| Најбољи европски резултат сезоне                  | Турска · (Халит Килич, Јасмани Копељо, Батухаш Алтинташ, Јавуз Џан)        | 3:02,22                                       | Ерзурум, Турска                               | 12. јун 2016.                                 |
| Рекорди после завршетка Европског првенства 2016. |                                                                            |                                               |                                               |                                               |
| Најбољи европски резултат сезоне                  | Велика Британија · (Рабах Јусиф, Делано Вилијамс, Најџел Левин, Џарид Дан) | 3:01,63                                       | Амстердам, Холандија                          | 9. јул 2016.                                  |
| Најбољи европски резултат сезоне                  | Белгија · (Жилијен Ватрен, Жонатан Борле, Дилан Борле, Кевин Борле)        | 3:01,10                                       | Амстердам, Холандија                          | 10. јул 2016.                                 |

## Сатница
| Датум   | Време | Коло          |
| ------- | ----- | ------------- |
| 9. јул  | 14:25 | Квалификације |
| 10. јул | 18:50 | Финале        |

## Освајачи медаља
|                                                                                  |                                                                                 |                                                                                        |
| Белгија Жилијен Ватрен Жонатан Борле Дилан Борле Кевин Борле Робин Вандербемден* | Пољска Рафал Омелко Кацпер Козловски Лукаш Кравчук Јакуб Кжевина Михал Пјетжак* | Уједињено Краљевство Рабах Јусиф Делано Вилијамс Џек Грин Метју Хадсон-Смит Џарид Дан* |

## Резултати

### Квалификације
За 8 места у финалу квалификовале су се по три првопласиране штафете из обе квалификационе групе (КВ) и две штафете на основу постигнутог резултата (кв).,,
| Поз. | Гру. | Ста. | Штафета              | Атлетичари                                                                 | НР      | Рез.    | Бел.    |
| ---- | ---- | ---- | -------------------- | -------------------------------------------------------------------------- | ------- | ------- | ------- |
| 1.   | 1    | 4    | Уједињено Краљевство | Рабах Јусиф, Делано Вилијамс, Најџел Левин,Џарид Дан                       | 2:56,60 | 3:01,63 | КВ, ЕРС |
| 2.   | 1    | 6    | Пољска               | Михал Пјетжак, Кацпер Козловски, Јакуб Кжевина, Лукаш Кравчук              | 2:58,00 | 3:02,09 | КВ, НРС |
| 3.   | 1    | 7    | Чешка                | Јан Тесар, Павел Маслак, Михал Десенски, Патрик Шорм                       | 3:02,72 | 3:02,66 | КВ, НР  |
| 4.   | 2    | 7    | Белгија              | Дилан Борле, Робин Вандербемден, Жонатан Борле, Жилијен Ватрен             | 2:59,86 | 3:03,15 | КВ, НРС |
| 5.   | 2    | 8    | Украјина             | Данило Даниенко, Јевхен Хутсол, Володимир Бураков, Виталиј Бутрим          | 3:02,35 | 3:03,93 | КВ      |
| 6.   | 2    | 4    | Немачка              | Јоханес Трефц, Патрик Шнајдер, Камге Габа, Константин Шмит                 | 2:59,26 | 3:03,97 | КВ, НРС |
| 7.   | 2    | 3    | Холандија            | Лимарвин Боневасија, Бјорн Блаувхоф, Теренс Агард, Maarten Stuivenberg     | 3:03,18 | 3:04,04 | кв      |
| 8.   | 1    | 3    | Исрка                | Брајан Греган, Крејг Ланч, Дејвид Гилик, Томас Бар                         | 3:01,26 | 3:04,42 | кв      |
| 9.   | 1    | 1    | Турска               | Халит Килич, Јасмани Копељо, Батухаш Алтинташ, Јавуз Џан                   | 3:02,22 | 3:04,65 |         |
| 10.  | 2    | 6    | Шпанија              | Самуел Гарсија, Лукас Буа, Серхио Фернандез, Љуис Ваљехо                   | 3:01,42 | 3:04,77 |         |
| 11.  | 2    | 5    | Шведска              | Аксел Bergrahm, Ерик Мартинсон, Феликс Francois, Адам Данијелсон           | 3:02,57 | 3:04,95 | НРС     |
| 12.  | 2    | 2    | Француска            | Мамаду Касе Ан, Ludvy Vaillant, Александр Диве, Томас Жордјер              | 2:58,96 | 3:04,95 |         |
| 13.  | 1    | 8    | Италија              | Матео Галван, Ђузепе Леонарди, Лоренцо Валентини. Микеле Трича             | 3:01,37 | 3:06,07 | НРС     |
| 14.  | 1    | 5    | Швајцарска           | Лука Флик, Јел Бургундер, Данијеле Ангелела, Силван Луц                    | 3:02,46 | 3:06,52 | НРС     |
| 15.  | 2    | 1    | Естонија             | Јак-Хајнрих Јагор, Марек Нит, Ривар Тип, Rauno Kunnapuu                    | 3:06,07 | 3:10,63 |         |
| 16.  | 1    | 2    | Норвешка             | Карстен Вархолм, Mauritz Kashagen, Josh-Kevin Ramirez Talm, Torbjørn Lysne | 3:06,67 | 3:10,76 | НРС     |

### Финале
| Поз. | Стаза | Штафета              | Атлетичари                                                             | Време   | Белешка |
| ---- | ----- | -------------------- | ---------------------------------------------------------------------- | ------- | ------- |
|      | 2     | Белгија              | Жилијен Ватрен, Жонатан Борле, Дилан Борле, Кевин Борле                | 3:01,10 | ЕРС     |
|      | 1     | Пољска               | Рафал Омелко, Кацпер Козловски, Лукаш Кравчук, Јакуб Кжевина           | 3:01,18 | НРС     |
|      | 1     | Уједињено Краљевство | Рабах Јусиф,Делано Вилијамс, Џек Грин, Метју Хадсон-Смит               | 3:01,44 | НРС     |
| 4.   | 1     | Чешка                | Јан Тесар, Павел Маслак, Михал Десенски, Патрик Шорм                   | 3:03,86 |         |
| 5.   | 1     | Исрка                | Брајан Греган, Крејг Ланч, Дејвид Гилик, Томас Бар                     | 3:04,32 | НРС     |
| 6.   | 2     | Украјина             | Данило Даниленко, Јевхен Хутсол, Володимир Бураков, Виталиј Бутрим     | 3:04,45 |         |
| 7.   | 2     | Холандија            | Лимарвин Боневасија, Теренс Агард, Бјорн Блаувхоф, Maarten Stuivenberg | 3:04,52 |         |
| 8.   | 2     | Немачка              | Јоханес Трефц, Патрик Шнајдер, Камге Габа, Константин Шмит             | 3:05,67 |         |